# Сасета (Италия)
Сасѐта (на италиански: Sassetta) е село и община в Централна Италия, провинция Ливорно, регион Тоскана. Разположено е на 330 m надморска височина. Населението на общината е 467 души (към 2018 г.).